# Ibalia leucospoides
Ibalia leucospoides is een vliesvleugelig insect uit de familie van de Ibaliidae. De wetenschappelijke naam van de soort is voor het eerst geldig gepubliceerd in 1785 door Hochenwarth.